# スポルチ・レシフェ
スポルチ・レシフェ (ポルトガル語: Sport Club do Recife) は、ブラジル・ペルナンブーコ州・レシフェをホームタウンとする、カンピオナート・ブラジレイロに加盟するプロサッカークラブ。より短く、スポルチ (Sport) と呼称されることが多い。
1905年5月13日、ペルナンブーコ州の貿易従業員組合 (Associação dos Empregados do Comércio) の23人によって創立された。
初タイトルは1916年のカンピオナート・ペルナンブカーノ（ペルナンブーコ州選手権）。1987年には1987 カンピオナート・ブラジレイロ・イエローモジュール、2008年にはコパ・ド・ブラジルを制している。
ライバルは同じくレシフェ市を本拠地とするナウチコ、サンタクルス。
マスコット・愛称はエンブレムに描かれているライオンである。また別称として「O Maior do Nordeste」（ブラジル東北部最大のチーム）とも呼ばれる。

## タイトル

### 国内タイトル
- カンピオナート・ペルナンブカーノ : 40回
  - 1916, 1917, 1920, 1923, 1924, 1925, 1928, 1938, 1941, 1942, 1943, 1948, 1949, 1953, 1955, 1956, 1958, 1961, 1962, 1975, 1977, 1980, 1981, 1982, 1988, 1991, 1992, 1994, 1996, 1997, 1998, 1999, 2000, 2003, 2006, 2007, 2008, 2009, 2010, 2014

- カンピオナート・ブラジレイロ・セリエA : 1回
  - カンピオナート・ブラジレイロ・イエローモジュール

1987年はブラジルサッカー連盟のリーグ拡大路線に主力16クラブが反対した為、1部リーグが2リーグに分裂する状態となった。レシフェはブラジルサッカー連盟主催のカンピオナート・ブラジレイロ・イエローモジュールに参加して優勝している。

- コパ・ド・ブラジル : 1回
  - 2008

- コパ・ド・ノルデスチ : 3回
  - 1994, 2000, 2014

- カンピオナート・ノルチ・ノルデスチ : 1回
  - 1968

### 国際タイトル
なし

## 過去の成績
| セリエA優勝 | セリエA準優勝 | 上位リーグ昇格 | 下位リーグ降格 |
| シーズン | リーグ  | 順位 | 勝点 | 試合数 | 勝 | 分 | 敗 | 得点 | 失点 |
| -------- | ------- | ---- | ---- | ------ | -- | -- | -- | ---- | ---- |
| 2004     | セリエB | 17位 | 28   | 23     | 7  | 7  | 9  | 24   | 31   |
| 2005     | セリエB | 16位 | 27   | 21     | 8  | 3  | 10 | 29   | 32   |
| 2006     | セリエB | 2位  | 64   | 38     | 18 | 10 | 10 | 57   | 36   |
| 2007     | セリエA | 14位 | 51   | 38     | 14 | 9  | 15 | 54   | 55   |
| 2008     | セリエA | 11位 | 52   | 38     | 14 | 10 | 14 | 48   | 45   |
| 2009     | セリエA | 20位 | 31   | 38     | 7  | 10 | 21 | 48   | 71   |
| 2010     | セリエB | 6位  | 56   | 38     | 15 | 11 | 12 | 55   | 41   |
| 2011     | セリエB | 4位  | 61   | 38     | 17 | 10 | 11 | 62   | 44   |
| 2012     | セリエA | 17位 | 41   | 38     | 10 | 11 | 17 | 39   | 56   |
| 2013     | セリエB | 3位  | 63   | 38     | 20 | 3  | 15 | 64   | 56   |
| 2014     | セリエA | 11位 | 52   | 38     | 14 | 10 | 14 | 36   | 46   |
| 2015     | セリエA | 6位  | 59   | 38     | 15 | 14 | 9  | 53   | 38   |
| 2016     | セリエA | 14位 | 47   | 38     | 13 | 8  | 17 | 49   | 55   |
| 2017     | セリエA |      |      |        |    |    |    |      |      |

## 歴代監督
- エメルソン・レオン 1987, 2000, 2009
- ジュリオ・レアル 1999
- アジウソン 2005
- ガーロ 2007
- ネルシーニョ 2008-2009

- シャムスカ 2009.7-2009.11
- マンシーニ 2012
- ファルカン 2015-2016
- オズワルド・オリヴェイラ 2016
- ダニエウ・パウリスタ 2016-

## 現所属メンバー
注：選手の国籍表記はFIFAの定めた代表資格ルールに基づく。
| No. | Pos. |            | 選手名                 |
| --- | ---- | ---------- | ---------------------- |
| 1   | GK   | ブラジル   | マグラン               |
| 2   | DF   | コロンビア | オズワルド・エンリケス |
| 3   | DF   | ブラジル   | ロナウド・アウヴェス   |
| 4   | DF   | ブラジル   | ドゥルバ               |
| 5   | MF   | ブラジル   | ロドリゴ               |
| 6   | DF   | チリ       | エウヘニオ・メナ       |
| 7   | MF   | コロンビア | レイナルド・レニス     |
| 8   | MF   | ブラジル   | アンセルノ             |
| 9   | FW   | ブラジル   | レアンドロ・ペレイラ   |
| 10  | FW   | ブラジル   | オズヴァルド           |
| 11  | FW   | ブラジル   | マルキーニョス         |

| No. | Pos. |          | 選手名                 |
| --- | ---- | -------- | ---------------------- |
| 17  | FW   | ブラジル | ロヘリオ               |
| 19  | GK   | ブラジル | アヘノール・デトフォル |
| 20  | MF   | ブラジル | トーマス               |
| 21  | MF   | ブラジル | リテリー               |
| 22  | DF   | ブラジル | ネリス                 |

## 歴代所属選手

### GK
- エメルソン・レオン 1987
- ゼッチ 2001

### DF
- アレシャンドレ・ロペス 1997-1998
- ドゥトラ 2000-2001, 2007-2011

- ブルーノ・クアドロス 2001
- レナート・シルバ 2010-2014

### MF
- ババ 1949-1950
- ジュニーニョ・ペルナンブカーノ 1993-1994
- アドリアーノ 2000
- ラニエリ 2000
- クレーベル 2001-2003
- バウド 2001
- アクセウ 2001-2002

- 廣山望 2002
- アタリバ 2003
- マンシーニ 2003
- ジュニオール・マラニョン 2007-
- ヴィトール・ジュニオール 2007
- フェリペ・マノエル 2008
- ジェルマーノ 2010-

### FW
- エデル 1987
- バジーリオ 2001
- タイルソン 2001
- エリベウトン 2001
- グラウ 2001
- ロブソン 2004

- ワシントン 2007
- フマガリ 2006-2007, 2008-2009
- ホジェル 2008
- パウリーニョ 2009
- ペドロ・ジュニオール 2010